# Giovanni Maria de Leonardi
Giovanni Maria de Leonardi OCD (* 21. August 1663 in Mezzomerico, Königreich Sardinien; † 1707) war ein römisch-katholischer Ordensgeistlicher und Apostolischer Vikar des Großmogulenreichs.

## Leben
Giovanni Maria de Leonardi trat der Ordensgemeinschaft der Unbeschuhten Karmeliten bei.
Am 28. April 1704 wurde er zum Titularbischof von Synopolis und zum Apostolischen Vikar des Großmogulenreichs ernannt. Die Bischofsweihe spendete ihm am 27. Juni 1706 der Bischof von Bagdad, Louis-Marie Pidou de Saint-Olon CR.
Bischof Giovanni Maria de Leonardi blieb bis zu seinem Tod im Jahre 1707 als Apostolischer Vikar im Amt.